# Кристина Радзіковська
Кристина Радзіковська (до шлюбу Голуй, Radzikowska-Hołuj; 5 лютого 1931, Львів — 29 листопада 2006, Польща) — польська гросмейстерка.

## Життєпис
Багаторазова (9 разів) чемпіонка Польщі серед жінок (1951, 1952, 1953, 1955, 1956, 1957, 1959, 1966 та 1969). Кристина Радзіковська отримала звання міжнародного майстра в 1955 році, а титул гросмейстера — у 1984 році.
Учасниця змагань на першість світу: зональні турніри ФІДЕ —
1954 рік — Лейпциг і Краків (1957) — 3-4-е місце;
1955 рік — турнір претенденток чемпіонату світу з шахів (проходив з 1 по 30 жовтня у Москві) — 15-16-е місце
1972 рік — учасниця Чемпіонату світу із шахів серед жінок (7 місце)
1980 рік — Учасниця збірної команди Польщі (3 — місце) у 9 шаховій жіночій олімпіаді, яка відбулась з 20 листопада по 6 грудня 1980 р., у республіці Мальта, місті Ла Валетта.
1984 рік — гросмейстер ФІДЕ
1995 рік — майстер ІКЧФ (міжнародна федерація заочних шахів) серед жінок .
П'ять разів вона грала за Польщу в шахових олімпіадах серед жінок. У 4 олімпіадах грала на І дошці. Найкращий її результат на 1-й дошці (1957) — 9 очок з 11. На цій олімпіаді Голуй-Радзіковська завоювала індивідуальну золоту медаль на першій дошці.
1957 рік — 1-а жіноча олімпіада з шахів у Еммені, Нідерланди (+ 9−2 = 0);
1963 рік — 2-а жіноча олімпіада з шахів у Спліті (+ 2-4 = 2);
1966 рік — 3-а жіноча олімпіада з шахів в Оберхаузені (+ 3−6 = 2);
1969 рік — 4-а жіноча олімпіада з шахів в Любліні (+ 3–3 = 4);
1972 рік — 5-а жіноча олімпіада з шахів у Скоп'є (+ 5−1 = 3).
Кращі результати у міжнародних змаганнях: Блед (1957) — 2 -е місце; Бевервейк (1966) — 3-4-е; Пьотркув-Трибунальскі і Софія (1967) — 2-3-е; Люблін (1969) — 1-2-е; Белград (1974) — 5-7-е; Будапешт (1977) — 5-8-е; Єр (1979) — 3-4-е місце.
З 2011 року в м. Вроцлаві (Польща) щорічно проводиться шаховий турнір на честь її пам'яті.
Багаторазові чемпіонки Польщі
| Шахістки, що здобули принаймні два титули |                                                   |                                 |
| 9                                         | Кристина Радзіковська (Голуй)                     | 1951 — 1969                     |
| 7                                         | Івета Райлич (Радзевич)                           | 1999 — 2012                     |
| 6                                         | Гражина Шмачцинська Моніка Соцко (Бобровська)     | 1975 — 1988 1995—2014           |
| 5                                         | Ганна Еренська-Радзевська Анна Юрчинська          | 1971 — 1980 1962—1978           |
| 4                                         | Агнєшка Брустман                                  | 1982 — 1996                     |
| 3                                         | Йоанна Двораковська Йоланта Завадська             | 1997 — 2001 2006—2015           |
| 2                                         | Регіна Герлецька Роза Герман Генрика Конарковська | 1935 — 1937 1949—1950 1958—1964 |

### Медалістки шахових чемпіонатів Польщі 1935—1978 роки
| №  | Рік  | Місце проведення | І                         | ІІ                        | ІІІ                       |
| 1  | 1935 | Варшава          | Регіна Герлецька          | Ірена Кучевська           | Евеліна Янушевська        |
| 2  | 1937 | Варшава          | Регіна Герлецька          | Барбара Флеров-Булгак     | Вера Обермюллер           |
| 3  | 1949 | Лодзь            | Роза Герман               | Вера Обермюллер           | Регіна Герлецька          |
| 4  | 1950 | Торунь           | Роза Герман               | Вера Обермюллер           | Владислава Гурська        |
| 5  | 1951 | Ченстохова       | Кристина Голуй            | Роза Герман               | Аполонія Осікович         |
| 6  | 1952 | Криниця-Здруй    | Кристина Голуй            | Аполонія Літвіньська      | Галіна Гузиньська         |
| 7  | 1953 | Сопот            | Кристина Голуй            | Галіна Шпаковська         | Вера Обермюллер           |
| 8  | 1954 | Гданськ          | Владислава Гурська        | Галіна Шпаковська         | Кристина Голуй            |
| 9  | 1955 | Щецин            | Кристина Голуй            | Галіна Шпаковська         | Анна Юрчинська            |
| 10 | 1956 | Льондек-Здруй    | Кристина Голуй            | Анна Юрчинська            | Генрика Конарковська      |
| 11 | 1957 | Поляна           | Кристина Голуй            | Мирослава Літмановіч      | Клара Кнапік              |
| 12 | 1958 | Лодзь            | Генрика Конарковська      | Мирослава Літмановіч      | Кристина Голуй            |
| 13 | 1959 | Катовиці         | Кристина Голуй            | Галіна Шпаковська         | Генрика Конарковська      |
| 14 | 1961 | Вроцлав          | Аполонія Літвінська       | Генрика Конарковська      | Мирослава Літмановіч      |
| 15 | 1962 | Ґрудзьондз       | Анна Юрчинська            | Генрика Конарковська      | Данута Самолевич          |
| 16 | 1964 | Спала            | Генрика Конарковська      | Мирослава Літмановіч      | Анна Юрчинська            |
| 17 | 1965 | Лодзь            | Анна Юрчинська            | Александра Шпаковська     | Данута Самолевич          |
| 18 | 1966 | Кошалін          | Кристина Радзіковська     | Ірена Кондрацька          | Данута Самолевич          |
| 19 | 1967 | Кельці           | Ельжбета Ковальська       | Йоланта Шота              | Мирослава Літманович      |
| 20 | 1968 | Люблін           | Мирослава Літмановіч      | Кристина Радзіковська     | Анна Юрчинська            |
| 21 | 1969 | Познань          | Кристина Радзіковська     | Мирослава Літмановіч      | Аполонія Літвінська       |
| 22 | 1970 | Кельці           | Божена Питель             | Анна Юрчинська            | Ганна Еренська-Радзевська |
| 23 | 1971 | Пйотркув.        | Ганна Еренська-Радзевська | Йоланта Шота              | Яніна Рибарська           |
| 24 | 1972 | Люблін           | Ганна Еренська-Радзевська | Мирослава Літмановіч      | Кристина Радзіковська     |
| 25 | 1973 | Грудзьондз       | Анна Юрчинська            | Ганна Еренська-Радзевська | Кристина Радзіковська     |
| 26 | 1974 | Поляниця-Здруй   | Анна Юрчинська            | Ірена Каспрук             | Данута Адамчевська        |
| 27 | 1975 | Вроцлав          | Гражина Шмацинська        | Ганна Еренська-Радзевська | Кристина Радзіковська     |
| 28 | 1976 | Істебна          | Гражина Шмацинська        | Кристина Радзіковська     | Божена Питель             |
| 29 | 1977 | Теплиці          | Ганна Еренська-Радзевська | Гражина Шмацинська        | Малгорзата Вісе           |
| 30 | 1978 | Ельблонг         | Анна Юрчинська            | Малгорзата Вісе           | Кристина Радзіковська     |

| Name:        | Krystyna Radzikowska |
| Federation:  | Poland               |
| Born:        | 1931                 |
| FIDE ID:     | 1104870 FIDE Profile |
| Title:       | Woman Grandmaster    |
| ELO Classic: | 2013                 |
| Years:       | 1963 — 1999          |
| Total Games: | 146                  |
| Wins:        | 37 (25.34 %)         |
| Draws:       | 65 (44.52 %)         |
| Losses:      | 44 (30.14 %)         |
| Score:       | 47.6 %               |

Ось одна із її партій:
Krystyna Radzikowska  vs.  Zofia Ciechocinska-Miecko
Event: POL-ch, 1978, Hromadka Defense, Loose Gambit (A56)
1. d4 Nf6 2. c4 c5 3. Nf3 d6 4. Nc3 Na6 5. e4 cxd4 6. Nxd4 g6 7. Be2 Bg7 8. O-O O-O 9. Be3 Re8 10. Rc1 Bd7 11. f3 Bc6 12. Qd2 Qc8 13. Rfd1 b6 14. Nd5 Nd7 15. Bg5 f6 16. Bh6 Bh8 17. b4 Bb7 18. a3 Ne5 19. f4 Nf7 20. f5 g5 21. Bh5 Nxh6 22. Ne6 Nf7 23. Bxf7+ Kxf7 24. Qe2 Rf8 25. Qh5+ Kg8 26. Nxe7# 1-0